# 二宮愛
二宮 愛（にのみや あい、1990年2月2日 - ）は、作詞・作曲・編曲を自ら手がけるシンガーソングライター、女優。

## 概要
2012年、自身がボーカルをつとめるmatthews（マシューズ）のオリジナル楽曲「My Place」が、日活100周年映画として公開された『死ガ二人ヲワカツマデ…「第二章南瓜花」』のオープニングテーマに使用された。
2015年2月4日に一人多重コーラスとキッチン用品を使った演奏によるカバー・アルバム『From The Kitchen Corner』を「Ai Ninomiya with Kitchen Orchestra」名義でリリース。
2015年4月4日から放送のアニメ『血界戦線』第2話以降の挿入歌「Catch Me If You Can」作詞と歌唱を担当。4月19日から放送の日本テレビ系ドラマ『ワイルド・ヒーローズ』に、「神部 紗彩」役として出演。
2017年5月25日から公演のミュージカル『レ・ミゼラブル』に、ファンテーヌ役として出演。

## 来歴
2012年
- 9月26日 matthewsとして、1stアルバム「Girls Like Drama」をリリース。
  - 収録曲の「My Place」が、日活100周年映画『死ガ二人ヲワカツマデ…「第二章南瓜花」』のオープニングテーマソングとして使用。
  - のちに、Kappa x オートレーサー森且行「ゼロからの挑戦」イメージ・ビデオのテーマソングとしても使用。

2013年
- 8月7日 matthewsの2ndアルバム「VIRUS but LOVE」がリリースされる。
  - 同日、DJ Chika aka INHERITとLAのカリスマ ラッパーNieveのユニット「FLY COAST」の第1弾アルバム「FLY COAST feat. Ai Ninomiya 「Flight Number 001」に、feat. Ai Ninomiyaとして参加。

- GOON TRAXがリリースする、累計32万枚を突破したHIPHOPコンピレーション『IN YA MELLOW TONE』シリーズに参加開始。

2014年
- 5月14日 iTunes HIP HOPチャート7日間連続1位を記録した女性ユニット「GEMINI」 の1stアルバム「Brand New Addiction」に、feat. Ai Ninomiyaとして参加。
- 10月12日にSTUDIO COASTにて開催された、リリー・フランキー主催の歌謡ショーイベント「ザンジバルナイト2014」に、コーラスとして参加。

2015年
- 2月4日 初のカバー・アルバム『From The Kitchen Corner』を発売。
  - 演奏には計量スプーン、鍋のふた、シャンパングラスなど、さまざまなキッチン用品がパーカッションとして使用された。

- 2月4日 「FLY COAST」の第2弾アルバム「FLY COAST feat. Ai Ninomiya 「Flight Number 002」に、feat. Ai Ninomiyaとして参加。。
- 5月6日よりiTunes Storeにて配信、「ALEXXX」7ヶ月連続配信の第7弾「My Special feat. 二宮 愛」に参加。
- 7月11日に中野サンプラザにて開催された、リリー・フランキー主催の歌謡ショーイベント「ザンジバルナイト2015」に、コーラスとして2年連続参加。
- 7月15日に発売された、TVアニメ『血界戦線』オリジナル・サウンドトラックに参加。ディスク2のトラック1,4,6,8,14,15の作詞を担当。うち1,4,15は歌唱も担当している。

2016年
- 9月1日に中野サンプラザにて開催された、リリー・フランキー主催の歌謡ショーイベント「ザンジバルナイト2016」に、コーラスとして3年連続参加。
- 4月・2013年から参加する「IN YA MELLOW TONE」の代表シンガーとして、韓国ソウル・中国5会場でもライブを行う。
- 6月15日 「IN YA MELLOW TONE」で絶大な人気を誇るアーティスト re:plus と共にアルバムをリリース。
- R.A. (re:plus×Ai Ninomiya) として 『Finding Stride』発売。
- 11月 NHKドラマ『スニッファー 嗅覚捜査官』オリジナル・サウンドトラックに、作詞提供と歌唱で参加。
- 12月 テレビ東京系ドラマ24『ナイトヒーロー NAOTO』オリジナル・サウンドトラックに、作詞提供と歌唱で参加。

2017年
- 5月-10月 東宝ミュージカル『レ・ミゼラブル』ファンテーヌ役を務める。

2022年　
- 10月- 1月(2023年) ロイヤルシェイクスピアカンパニーミュージカル 『となりのトトロ』シンガー役を務める

2023年　
- 11月-3月(2024年)前年に引き続き『となりのトトロ』再公演に、シンガー・風の声役として出演

2025年　
- 3月〜無期限　『となりのトトロ』無期限ロングラン公演にシンガー・風の声役と出演。

- 6月22日、トラファルガー広場で毎年開催されているwestendliveに、日本人アーティストとして初出演を果たす。

## ディスコグラフィ

### アルバム（Ai Ninomiya with Kitchen Orchestra）
| 枚  | 発売日       | タイトル                | 品番      |
| --- | ------------ | ----------------------- | --------- |
| 1st | 2015年2月4日 | From The Kitchen Corner | EMBL-1003 |

### アルバム（metthews）
| 枚  | 発売日        | タイトル         | 品番      |
| --- | ------------- | ---------------- | --------- |
| 1st | 2012年9月26日 | Girls Like Drama | EMBL-1001 |
| 2nd | 2013年8月7日  | VIRUS but LOVE   | EMBL-1002 |

### 参加アルバム
| No. | 発売日         | タイトル                                                                                              | 品番       |
| --- | -------------- | --- | ---------- |
| 1   | 2012年10月17日 | 「TOKYO NEXT GIRLS」/ Various Artists                                                                 | SFCA-11201 |
| 2   | 2013年6月26日  | TSUTAYA 限定盤「IN YA MELLOW TONE 8.5」                                                               | GTXC-TS1   |
| 3   | 2013年8月7日   | FLY COAST feat. Ai Ninomiya 「Flight Number 001」                                                     | GTXC-085   |
| 4   | 2013年12月11日 | IN YA MELLOW TONE 9                                                                                   | GTXC-90    |
| 5   | 2014年5月14日  | GEMINI「Brand New Addiction」                                                                         | GTXC-096   |
| 6   | 2014年9月10日  | In Ya Mellow Tone 10                                                                                  | GTXC-100   |
| 7   | 2015年2月4日   | FLY COAST feat. Ai Ninomiya 「Flight Number 002」                                                     | GTXC-106   |
| 8   | 2015年7月15日  | TVアニメ「血界戦線」オリジナル・サウンドトラック ※ディスク2-Track1,3,4,6,8,14,15作詞、Track1,4,15歌唱 | THCA-60055 |
| 9   | 2016年5月18日  | IN YA MELLOW TONE 12                                                                                  | GTXC-120   |
| 10  | 2016年6月15日  | R.A.(re:plus×Ai Ninomiya)「Finding Stride」                                                           | GTXC-122   |
| 11  | 2016年11月23日 | NHKドラマ『スニッファー 嗅覚捜査官』オリジナル・サウンドトラック                                      | DDCB-12973 |
| 12  | 2016年12月7日  | テレビ東京ドラマ『ナイトヒーロー NAOTO』オリジナル・サウンドトラック                                  | DDCB-12971 |

### 配信限定EP
| 枚  | 配信日        | タイトル     |
| --- | ------------- | ------------ |
| 1st | 2023年6月23日 | swimmingbaby |

### 配信限定シングル
| 枚  | 発売日         | タイトル       |
| --- | -------------- | -------------- |
| 1st | 2024年5月31日  | RainyBride     |
| 2nd | 2024年6月21日  | Fantasy        |
| 3rd | 2024年7月19日  | ミルキー       |
| 4th | 2024年8月30日  | 2240           |
| 5th | 2024年9月27日  | Infinity       |
| 6th | 2024年10月16日 | AmberEyes      |
| 7th | 2024年11月15日 | anyways        |
| 8th | 2024年12月20日 | wednesdaynight |

## 出演

### テレビ番組
- UTAGE!（TBSテレビ） - 準レギュラー
- ワイルド・ヒーローズ（日本テレビ） - 「神部 紗彩」役
- THEカラオケ★バトル（テレビ東京）
  - 最強女子ボーカリストNO.1決定戦5 - 2016年11月2日
  - 歌の異種格闘技戦13 - 2016年12月21日

### ラジオ
- 二宮愛の「もっと身近にMUSICAL」（2020年7月 - 、InterFM897）

### 舞台
- ミュージカル『レ・ミゼラブル』2019年4月15日 - 9月17日、帝国劇場 / 御園座 / 梅田芸術劇場メインホール / 博多座 / 札幌文化芸術劇場 hitaru - ファンテーヌ 役 ※予定
- 『my neighbor totoro（となりのトトロ）』2022年10月8日 - 2023年1月21日。ロンドン・バービカン劇場にて、シンガー役として出演。2023年11月21日-2024年3月23日に行われる再公演に、シンガー・風の声役として出演。2025年3月8日から[ ウェストエンドのジリアン・リン・シアターに会場を移し行われる無期限ロングラン公演に、引き続きシンガー・風の声役として出演